# Israel i Eurovision Song Contest 2014
Israel kommer att delta i andra semifinalen av Eurovision Song Contest 2014 i Köpenhamn den 8 maj.

## Uttagningssätt

### Internval
Den 11 januari meddelade tv-bolaget IBA att man valt artisten Mei Feingold att representera Israel i Eurovision.

### Kdam-eurovision
Tv-bolaget IBA har meddelat att man kommer att välja ut sin låt till Mei via Kdam-eurovision. Mei kommer att framföra 3 låtar som hon skrivit. Och en av dessa 3 kommer hon att framföra i Eurovision.
Dessa låtar är:
| Sång            | placering |
| --------------- | --------- |
| "Nish'eret iti" | 2         |
| "Same Heart"    | 1         |
| "Be Proud"      | 3         |